# Louis de Pointe du Lac
Louis de Pointe du Lac est un vampire de fiction créé par la romancière américaine Anne Rice, narrateur du roman Entretien avec un vampire, premier tome des Chroniques des vampires, dont il reste ensuite un personnage central.

## Biographie de fiction

### Vie humaine
Louis de Pointe du Lac, né en 1766, est devenu en grandissant le maître d'une grande plantation au sud de La Nouvelle-Orléans, sur les rives du Mississippi. En 1791, à l’âge de vingt-cinq ans, Louis perd son frère Paul dans un accident qui suit une dispute entre les deux hommes. Il n'aspire alors qu'à la mort. Un soir d’ivresse, Lestat de Lioncourt le sauve de l'attaque d'un voleur puis le vide de son sang. Il lui propose ensuite de devenir vampire. Louis devient ainsi un vampire en 1791.
Louis est grand, un peu moins que Lestat. Tout son corps est délicat, de ses pommettes à ses mains fines. Ses cheveux sont d'un noir de jais, ils lui arrivent un peu au-dessus des épaules et bouclent légèrement - il lui arrive de les couper plus courts mais, comme chez tous les vampires, ils repoussent dans la journée de repos qui suit. Le plus remarquable sont ses yeux verts et brillants, semblables à des émeraudes, qui trahissaient sa candeur et son innocence quand il fut humain, puis sa désillusion de vampire.

### Vie de vampire
Après sa transformation, Louis n'a d'autre choix que de suivre Lestat de Lioncourt dans l'espoir que celui-ci lui enseigne comment être un vampire. Malheureusement, la seule ambition de Lestat est de le façonner à son image de vampire et surtout avoir un compagnon. 
N’acceptant pas sa vie de buveur de sang, il retombe dans la dépression et erre dans les rues de La Nouvelle-Orléans dévastées par la peste. Il rencontre Claudia, une fillette de cinq ans pleurant dans les bras de sa mère morte. Ne supportant pas la vision de cette enfant abandonnée, il décide de prendre cette vie qu'elle aurait perdue de toute façon. Ayant retrouvé Louis rongé par la culpabilité puis la fillette dans un orphelinat, Lestat emmène l’enfant et lui donne le « don ténébreux ». Claudia ne lui pardonnera jamais cet acte.
Louis et Claudia construisent alors une relation proche, intime, qu’ils ne connaissent pas avec Lestat. Claudia fomente diverses attaques contre Lestat, attaques que Louis désapprouve par réminiscence d’humanité. Ayant réussi à tuer Lestat, ils s’enfuient tous les deux en Europe à la recherche de leurs origines de vampires.
En 1870, à Paris, ils rencontrent Armand et son Théâtre des Vampires. Armand tombe instantanément amoureux de Louis à qui il n’apporte malheureusement aucune réponse mais un certain réconfort. Claudia, qui redoute que Louis la quitte pour Armand, lui demande de lui faire une compagne vampire. Louis transforme donc une femme, Madeleine, pour le remplacer auprès de Claudia. Mais les membres du Théâtre des Vampires haïssent Claudia parce qu’elle a tué un des leurs et Louis pour avoir transformé une enfant en vampire, ces deux actes étant considérés comme des crimes. Ils enferment donc Claudia et sa compagne-mère dans un puits ouvert vers le ciel où elles meurent brulées par le soleil. Louis se venge en brûlant le théâtre et ses habitants. Il est sauvé du soleil du matin par Armand qui lui offre de devenir son compagnon. Louis décline l’offre et part à travers le monde à la recherche de l’image de Claudia.

### La personnalité de Louis
Louis a un discours métaphysique sur la condition de vampire et recherche perpétuellement des réponses à ses questions.
Louis est un vampire différent de Lestat de Lioncourt qui l’a engendré. Il reste très humain dans son comportement. Il se complaît dans la timidité, le romantisme, la beauté et la réalité de ses actes. Il est angélique par sa beauté et son cœur. Il se sent honteux de sa condition de vampire et ne se résout pas à tuer des êtres humains ; il se nourrit alors de rats. Il ira jusqu’à haïr Lestat pour l’avoir rendu si inhumain. Avec le temps, Louis prend un rôle de conseil ou de bonne parole pour Lestat, le premier soutenant le second dans les périodes difficiles. Dans La Reine des damnés, Louis accepte même de revenir vivre avec Lestat.
Ses relations avec Claudia sont complexes. Aux yeux de Louis, Claudia représente sa faute, de l’avoir mordue, et sa joie, l’amour de cet enfant-adulte. Ces deux êtres, qui vivent leur éveil à la vie de vampire comme une trahison de Lestat, vivent les relations parmi les plus fascinantes de la série. Souvent, l'amertume de Louis tempère la colère de Claudia de ne pouvoir jamais devenir une femme. Cet amour impossible les rend plus forts face à Lestat mais lorsque Claudia disparaît, Louis perd tout espoir de salut et restera désabusé tout au long des Chroniques des vampires.

## Représentation dans d'autres médias
Le personnage de Louis de Pointe du Lac a été interprété par : 
- Brad Pitt dans le film Entretien avec un vampire de Neil Jordan (1994).
- Jim Stanek dans la comédie musicale Lestat (en) créée par Elton John et Bernie Taupin (2005).
- Jacob Anderson dans la série télévisée Interview with the Vampire 2022 de Rolin Jones  (2022).